# Mars 1987

## Événements
- Visite de Margaret Thatcher en Union soviétique.

- 1er mars, France : cinq personnes sont tuées à Luz-Ardiden dans un accident de télésiège à la suite de l’affaissement d’un pylone[1].
- 3 mars, Italie : démission du gouvernement de Bettino Craxi[1].
- 4 mars : dans un discours, Ronald Reagan explique à la nation américaine sa position sur une affaire de vente d'armes à l'Iran qui aurait servi à financer les activités des Contras au Nicaragua[2].
- 5 mars
  - Equateur : séisme de magnitude 7,0 dans le nord-est de l'Équateur.
  - France : Jacques Laurent entre à l’Académie française[1].
- 6 mars, Belgique : le ferry britannique Herald of Free Enterprise chavire dans le port de Zeebruges[1].
- 8 mars, France : fuite de 20 tonnes de sodium liquide dans le barillet de stockage du combustible nucléaire dans un réacteur nucléaire de la centrale Superphénix.
- 10 mars :
  - Haïti : constitution de Haïti[3].
  - Irlande : Charles James Haughey est élu Premier ministre[4].
- 11 mars :
  - RFA : Helmut Kohl est réélu chancelier[1].
  - Madrid : ouverture du premier sommet France-Espagne en présence de François Mitterrand et de Jacques Chirac [5].
- 13 mars : l’alpiniste français Christophe Profit réussit en 40 heures l'ascension hivernale des trois grandes faces nord des Alpes : Grandes Jorasses, Eiger et Cervin[1].
- 15 mars :
  - Patinage artistique : la patineuse est-allemande Katarina Witt remporte le championnat du monde pour la 3e fois[1].
  - Cyclisme : l’Irlandais Sean Kelly remporte un sixième Paris-Nice [1].
- 18 mars :
  - Philippines : attentat à l’académie militaire de Baguio (4 morts et 40 blessés)[1].
  - France : onze kilos d’explosifs supposés cachés par Action directe sont découverts au 52e étage de la Tour Montparnasse[1],[4].
- 20 mars : 
  - le coopérant français Pierre-André Albertini est condamné en Afrique du Sud à 4 ans de prison[1].
  - rapport de Gro Harlem Brundtland sur l'environnement [6].
- 21 mars : l’équipe de France de rugby à XV remporte le Tournoi des cinq Nations et réalise le Grand chelem[4].
- 22 mars : 
  - accord entre le Portugal et la Chine sur la rétrocession de Macao à la Chine programmée le 20 décembre 1999[1]
  - l'armée tchadienne reprend Ouadi Doum, une victoire décisive sur les Libyens.
- 23 mars, Allemagne de l'Ouest : Willy Brandt démissionne de la présidence du Parti social-démocrate[1].
- 24 mars, France : le Premier ministre Jacques Chirac signe la Convention pour la création et l'exploitation d'Euro Disneyland en France[1].
- 25 mars :
  - basket-ball : le CSP Limoges s’incline en finale de la Coupe Korać face au FC Barcelone[1].
  - Vatican : Jean-Paul II publie sa quatrième encyclique : Redemptoris Mater[4].
- 27 mars :
  - l’Église catholique rappelle son opposition de principe aux manipulations génétiques.
  - Tchad : les troupes tchadiennes d’Hissène Habré appuyées par les forces françaises du dispositif Epervier reprennent Faya-Largeau aux Libyens[1].
- 31 mars :
  - France : fermeture de l’usine Citroën de production de la 2 CV à Levallois-Perret [1].
  - Royaume-Uni : deux pasteurs anglicans sont ordonnés prêtres catholiques [1].

## Naissances
- 7 mars : Hatem Ben Arfa, footballeur français.
- 9 mars : Bow Wow, rappeur et acteur américain.
- 14 mars : Emji, est une auteure-compositrice-interprète française.
- 16 mars : Fabien Lemoine, footballeur breton.
- 21 mars :
  - İrem Derici, chanteuse de pop turque.
  - Stephanie Grant, judokate australienne.
  - Noémie Lemaire, basketteuse française.
  - Amar Musić, haltérophile croate.
  - Yuriy Ryazanov, gymnaste russe († 20 octobre 2009).
- 23 mars : Stacey Doubell, joueuse sud-africaine de badminton.
- 25 mars :
  - Abdalaati Iguider, athlète marocain.
  - Jade Morgan, joueuse de badminton sud-africaine.
  - Victor Nsofor Obinna, footballeur nigérian.
  - Nobunari Oda, patineur artistique japonais.
  - Ryu Hyun-jin, joueur de baseball sud-coréen.
- 26 mars :
  - YUI, chanteuse de J-pop
  - Brian Lee, joueur de hockey américain.
- 28 mars : Kagney Linn Karter, actrice pornographique américaine († 15 février 2024).
- 29 mars :
  - Romain Hamouma, footballeur français.
  - Sabrina Maree, modèle et actrice pornographique américaine.
  - Dimitri Payet, footballeur international français.
- 31 mars : Georg Listing, bassiste allemand.

## Décès
- 1er mars : Bertrand de Jouvenel, économiste et homme de lettres français.
- 2 mars : Randolph Scott, acteur et producteur américain (° 23 janvier 1898).
- 3 mars : Danny Kaye, acteur américain (° 18 janvier 1911).
- 4 mars : Georges Arnaud, écrivain, auteur du Salaire de la peur.
- 6 mars : Eddie Durham, tromboniste, guitariste et arranguer de jazz américain (° 19 août 1906).
- 19 mars : Louis de Broglie, père de la mécanique ondulatoire français (° 1892).
- 25 mars : Moustache, musicien et acteur français (° 14 février 1929).
- 25 mars : Pierre Andreu, journaliste, essayiste et poète français (° 12 juillet 1909).
- 28 mars : Patrick Troughton, acteur.